# Chocobo
El chocobo es un ave de fantasía con apariencia de avestruz que aparece en la famosa saga de videojuegos Final Fantasy, de Square Enix. Morfológicamente, es una enorme ave galliforme que en su versión común no puede volar pero que, en cambio, tiene la capacidad de desplazarse a gran velocidad por tierra, como el avestruz. La mayoría de los chocobos tampoco saben hablar: tan sólo emiten la onomatopeya "wark" o "kue". El chocobo apareció por primera vez en la segunda entrega de la saga, Final Fantasy II.
En general, los humanos emplean al chocobo como montura para viajar, ya sea montándolo o empleándolo para tirar de una carreta. Este transporte es más rápido que viajar a pie y evita a la vez las batallas aleatorias. En otras ocasiones ocupa el papel de aventurero en lugar del de montura, pudiendo incluso hablar el idioma común.
Sin embargo, en cada entrega de la saga el papel que se le da al chocobo puede variar.
En Final Fantasy V el personaje protagonista dice que el chocobo hembra no puede ser montado, si bien en la mayoría de juegos de la saga no se hace distinción del sexo de esta especie.
El chocobo no sólo ha aparecido en su saga madre, Final Fantasy, sino que también ha aparecido en otros juegos de Square Enix. Es una de las pocas criaturas que mantiene la coherencia de los siempre cambiantes capítulos de la serie "Final Fantasy", cuyos mundos poco o nada tienen que ver de un episodio a otro.

## Apariciones en la saga Final Fantasy

### Final Fantasy II
Este fue el primer Final Fantasy en el que apareció el chocobo amarillo. Se encontraba en un bosque llamado Bosque Chocobo en el que solo con hablar con él se podía montar. No es muy relevante en la historia.

### Final Fantasy III
Este fue el primer Final Fantasy en el que apareció el chocobo gordo (enlace roto disponible en Internet Archive; véase el historial, la primera versión y la última)., un chocobo gigantesco que permitía utilizar su estómago a modo de caja fuerte, ya que puede comer objetos y recuperarlos en cualquier lugar. Aparece dentro del barco volador Invencible, y para que aparezca se debe utilizar una zanahoria.

### Final Fantasy IV
Introduce colores múltiples de Chocobo. El amarillo estándar se captura en los bosques de chocobo y se escapa cuando está desmontado. El chocobo negro (que en realidad parece azul marino) aparece en bosques más cercanos al final del juego, y es capaz de volar entre las áreas de bosque; es la única manera de alcanzar un destino específico. A diferencia del chocobo amarillo, el negro espera al jinete cuando este desmonta y vuelve al bosque del que partió cuando se le vuelve a montar. El chocobo blanco puede ser encontrado dondequiera que haya otros chocobos, y aunque no puede ser montado, puede restaurar puntos de magia. El chocobo gordo vuelve a aparecer. El juego tiene tres temas musicales relacionados con el chocobo: "Enter Fat Chocobo", "Chocobo-chocobo" y "Samba de Chocobo".

### Final Fantasy V
En Final Fantasy V, aparecen de nuevo estas criaturas. De hecho, el protagonista posee uno propio, llamado Boko. Se pueden encontrar bosques de chocobos, y encontrar chocobos normales y chocobos negros. 

### Final Fantasy VI
En esta entrega se pueden montar en medio terrestre para desplazarse por el mundo. También son usados en el ataque de algún personaje, en el que sale una estampida de chocobos contra el enemigo.

### Final Fantasy VII
Con la llegada de la nueva generación de Final Fantasy, en PlayStation, Square empezó a hacer los juegos con más minijuegos, en los que siempre hay algunos relacionados con los chocobos. Gracias a ellos se pueden conseguir muchos objetos y materias de mucho valor.
En este caso, la primera aparición de los chocobos es cuando se llega por primera vez a la granja de chocobos. Allí se encuentran varios de ellos encerrados y si se les habla, hacen una danza y entregan la materia de invocación Choco-Mog. Para poder jugar el minijuego en este lugar se compra la materia Atrae-Chocobos.
El minijuego de los chocobos consiste en capturarlos gracias a la materia Atrae-Chocobos. Al equipar esta materia, los chocobos aparecerán en algunas batallas. Se deben capturar varios de diferentes lugares del planeta y aparearlos para así conseguir diferentes tipos de chocobos (de diferentes colores) que permiten llegar a distintos lugares del mundo en los que hay cuevas de materia, en las que se encuentran materias muy útiles. Para conseguirlos, hay que capturarlos en las batallas, subirlos de nivel mediante las carreras de chocobos de Gold Saucer, y aparearlos usando una nuez.
En batalla, es posible encontrar chocobos mediocres, chocobos buenos, chocobos fantásticos y chocobos maravillosos. Mediante la crianza se puede llegar a tener: chocobos azul cielo, que pueden desplazarse por tierra y aguas poco profundas (ríos y orillas el mar); chocobos verdes, que pueden desplazarse por tierra y montañas; chocobos negros, que pueden desplazarse por tierra, montaña y aguas poco profundas; y, por último, chocobos dorados, que pueden desplazarse por tierra, montaña, mar poco profundo y muy profundo.

### Final Fantasy VIII
Vuelven a aparecer bosques de chocobos. También hay una carta de chocobo.
Además, utilizando el periférico Pocketstation en la versión de PlayStation o con el minijuego incluido en la versión de PC es posible entrenar un chocobo y utilizarlo más tarde como un Guardián de la Fuerza.

### Final Fantasy IX
Este juego incluye un minijuego de chocobos, que empieza en un bosque, en el que hay un moguri llamado Mene. El minijuego consiste en utilizar a Choco y su duro pico para encontrar objetos que hay bajo tierra. De vez en cuando se encuentran "chocografías", que muestran lugares del mundo en los que hay tesoros escondidos. Algunos de estos tesoros no contienen objetos o equipamiento, sino que desprenden un humo que transporta al chocobo al Mundo de ensueño de los chocobos y Chocogordo le otorga nuevas habilidades, por lo que este cambia de color.
Hay varios chocobos: el común, chocobo azul cielo, que puede ir por aguas poco profundas; chocobo rojo, que puede ir por aguas poco profundas y montañas; chocobo azul oscuro, que además de lo anterior puede ir por aguas profundas; y, por último, chocobo dorado, que puede volar, aunque sólo puede despegar y aterrizar en los bosques. Con este último es posible llegar al cielo de los chocobos y enfrentar a Ozma.
Aparte de los tesoros de chocografías, hay tesoros escondidos por el mundo que se pueden conseguir utilizando pimienta letal en grietas que hay en las montañas. Además, hay un lugar en el que todo chocobo desea estar.
En algunas búsquedas de tesoros en el bosque de los chocobos, la ensenada de los chocobos y el Jardín Flotante de los Chocobos, se podían encontrar chocofragmentos que es un fragmento de una chocografia. Si se encuentran las 6 partes, se pueden unir las piezas y formar la chocografía que permite a tu chocobo alcanzar su nivel máximo.

### Final Fantasy X
En la primera entrega de Final Fantasy para PlayStation 2, el minijuego de los chocobos permite conseguir algún que otro objeto, aunque lo único relevante es la última arma del personaje principal.
Se puede montar en chocobo en dos lugares: en el Camino de Mi'hen, donde aparte de usarlo para ir más rápido y evitar batallas aleatorias, se puede usar para conseguir algunos cofres (interactuando con plumas de chocobo que hay en el suelo); y en la Llanura de la Calma, donde se puede manejar el chocobo tras entrenarlo, ya que para poder manejarlo tienen que tener confianza con el que los monta. Aparte del primer entrenamiento (chocobo vacilante), hay tres entrenamientos más: chocobo esquivador, chocobo más esquivador y chocobo codicioso. Este último es importante para conseguir la última arma del protagonista.

### Final Fantasy X-2
De nuevo aparecen los chocobos en las batallas aleatorias, y objetos como las verduras gysahl. En este Final Fantasy, el minijuego de chocobos es bastante extenso. Se utiliza para conseguir tesoros en ciertos lugares, para descubrir cuevas secretas, etc. Además, se puede utilizar en el Desierto de Sanubia para excavar en la Zona Central.

### Final Fantasy XI
En esta versión en línea del juego no faltan los chocobos, los cuales son usados como medio de transporte a lo largo de las tierras de Vanadiel. En una actualización se añadió la posibilidad de criar un chocobo propio. Existen varios colores disponibles, según el tipo de comida con la que se alimente al chocobo, al igual que diversos tipos. Cada tipo tiene sus propias características, mejorables a medida que va siendo alimentado. Por ejemplo el más pequeño, de color verde y únicamente montado por Tarus, es el más rápido de todos, ya que se dice que fue encogido por el poder mágico de los Tarus, y también conserva algo de ese poder, el cual le permite tener una velocidad muy ligera. En el caso de que no se disponga de tiempo para poder criar uno, siempre se puede optar por alquilar uno por un módico precio, sabiendo que, en un tiempo, volverá al establo y dejará al jugador donde esté, sea en medio de una manada de goblins furiosos o lindas florecitas.

### Final Fantasy XII
En esta entrega, los chocobos vuelven a tener la función básica de ser montados para recorrer de manera más rápida ciertas zonas evitando encuentros con los enemigos. La raza amarilla es la única que ha sido domesticada, de manera que a lo largo del juego se puede encontrar variedades de otros colores que actúan como enemigos.

### Final Fantasy XIII
En esta entrega de la saga Final Fantasy no faltaron los chocobos. Durante la aventura se encuentran chocobos amaestrados y a chocobos salvajes de la llanura. Los primeros chocobos adultos que se pueden encontrar están en la ciudad de los sueños Nautilus, una ciudad-atracción donde mucha gente suelen ir a divertirse a ver espectáculos de eidolones y pasárselo bien. Ahí los chocobos son parte de una atracción y pueden ser montados. Solamente se puede montar en un chocobo cuando ya se ha avanzado bastante en la historia y se ha completado una parte de las misiones Lu'cie del juego, con lo que da la posibilidad de amaestrarlas y hacerlas domésticas. Como dato curioso, Sazh tiene una cría de chocobo que puede volar al que le llama chocobito y al que cría en su pelo afro que hace de función de nido. Aparece desde el principio de la historia y es muy gracioso. Sazh lo compró para regalárselo a su hijo, a quien le encantan los chocobos. No obstante, por ciertas causas no se lo ha podido regalar aún.

### Final Fantasy XIII-2
En esta entrega, los chocobos son de distintos colores (rojos, verdes, azules...) y no sólo pueden ser utilizados como monturas, sino también en la batalla y en el casino, apuntándolos a las carreras, teniendo cada uno distintas habilidades y efectos.

### Final Fantasy Tactics
Aquí los chocobos cumplen con varias funciones: como monstruos enemigos, como monstruos aliados y como monturas. Existen tres especies: la amarilla normal, la negra (que puede volar) y la roja (con gran rango de desplazamiento). Incluso cuentan con magias propias como Choco Esuna o Choco Meteor.
Cabe mencionar que a cierta altura de la historia del juego, aparece un chocobo aliado con el nombre de Boco (ver referencia en Final Fantasy V).

### Final Fantasy Tactics Advance
En esta entrega se les ve poco, y tampoco son controlables. Salen como montura de los Jueces, y también llevan armadura. Puede ser invocado un ataque de chocobos llamado Chocobo Rush ejecutado por un Animista al utilizar la Campana de vidrio.

### Final Fantasy Tactics A2
Aquí los chocobos no tienen un papel muy importante, pero hay muchas variedades y se pueden controlar gracias al Chocodomador, oficio moguri que se obtiene después de ganar la misión Popcho, Chocodomador. Las especies son: Chocobo amarillo, con las habilidades Chococura y Chocoataque; Chocobo Negro con Chococura, Chocoataque y Chocobola, además de poder volar; Chocobo Blanco con Chococura, Chocoataque y Chocobarrera; Chocobo Verde con Chococura, Chocoataque y Chocoesna; Chocobo Marrón con Chocoataque, Chococura y Chocodefensa; y Chocobo Rojo con Chocoataque, Chococura y Chocometeo.

## Apariciones en otros juegos
- Final Fantasy Adventures/Mystic Quest: en una parte del juego se encuentra un huevo del que nace un chocobo. Este chocobo es usable como montura. Más adelante, un científico lo modificará, convirtiéndolo en Chocobot.
- Chocobo´s Dungeon: el protagonista es un pequeño chocobo de nombre Boko.
- Final Fantasy Fables: Chocobo Dungeon's: en esta entrega, Chocobo es el personaje principal. Puede aprender diversos oficios como cualquier otro aventurero. Los chocobos gordos y negros aparecen como elemento accesorio en la historia.
- Chocobo no Fushigi Dungeon for WonderSwan
- Tobal 2: aparecen un chocobo dorado y un chocobo negro (ambos con el diseño que poseen en Final Fantasy VII) como luchadores seleccionables.
- Chocobo Racing: aparecen tres distintos: Chocobo (normal), Fat Chocobo (gordo) y Classic Chocobo (de Final Fantasy V).
- Chocobo GP: Aparece como personaje jugable.
- Dragon Quest & Final Fantasy in Itadaki Street Special
- Dirge of Cerberus: Final Fantasy VII: aparece un póster de un chocobo en una de las casas.
- Battle for Wesnoth: los chocobos son una clase de ave usada por una civilización extinta, por lo que son reanimados por los nigromantes del juego para que sirvan de monturas a sus soldados esqueletos.
- Assassin's Creed Origins: en colaboración con Final Fantasy XV, aparece en la misión llamada "Un Regalo de los Dioses".
- Yo-Kai Watch 3: En este juego, el chocobo aparece como parte de un Yo-kai, Chocobonyan, el cual hace referencia a las monturas de Final Fantasy.

## Otras apariciones
En el anime Final Fantasy V: La Leyenda de los Cristales, secuela de Final Fantasy V, aparecen chocobos rosas y sin plumas. Algunos aparecen tras la invocación de ellos de uno de los protagonistas. Curiosamente, la ilustración original de Yoshitaka Amano mostraba chocobos rosas y sin plumas, tal como salen en el anime.